# The Future Bites
《The Future Bites》는 영국의 뮤지션 스티븐 윌슨의 여섯 번째 정규 음반이다. 원래는 2020년 6월 12일 캐롤라인 인터내셔널을 통하여 발매가 될 예정이었으나, 코로나19 범유행으로 음반 산업과 마케팅에 영향을 미치게 되자 2021년 1월 29일로 발매일이 연기가 되었다. 데이비드 코스텐과 윌슨이 공동으로 프로듀싱을 맡았으며, 녹음은 영국 런던에서 진행하였다. 윌슨은 2020년 3월 12일 음반을 발매할 것이라고 밝혔으며, 같은날 첫 싱글 〈Personal Shopper〉을 공개하였다. 이 노래는 2018년 윌슨이 자신이 가장 좋아하는 영화라고 밝힌, 2016년 올리비에 아사야스가 감독하고 크리스틴 스튜어트가 출연한 동명의 영화에서 영감을 받았다.

## 트랙 리스트
| #            | 제목                   | 재생 시간 |
| ------------ | ---------------------- | --------- |
| 1.           | 〈Unself〉             | 1:05      |
| 2.           | 〈Self〉               | 2:55      |
| 3.           | 〈King Ghost〉         | 4:06      |
| 4.           | 〈12 Things I Forgot〉 | 4:42      |
| 5.           | 〈Eminent Sleaze〉     | 3:52      |
| 6.           | 〈Man of the People〉  | 4:41      |
| 7.           | 〈Personal Shopper〉   | 9:49      |
| 8.           | 〈Follower〉           | 4:39      |
| 9.           | 〈Count of Unease〉    | 6:08      |
| 총 재생 시간 | 총 재생 시간           | 41:56     |